# 吴敏 (自动化专家)
吴敏（1963年7月11日—），男，广东化州人，中国自动化专家，中南工业大学信息工程学院教授，中国自动化学会会士。主要从事先进控制理论及应用、复杂系统控制与优化技术等方面的研究工作。入选中华人民共和国教育部第八批"长江学者"特聘教授，曾获得中国国家自然科学二等奖。

## 生平
1983年本科毕业于中南矿冶学院工矿企业电气化及其自动化专业，获工学学士学位。1986年硕士毕业于中南工业大学工业自动化专业，获工学硕士学位，后留校任教，1994年晋升教授。1989年至1990年，在日本东北大学电气工程系担任访问学者。1996年至1999年，在日本东京工业大学担任客员研究员，获东京工业大学工学博士学位。2001年至2002年得到英国皇家学会资助，作为访问教授在英国诺丁汉大学机械、制造、材料和管理学院进行国际合作研究。历任中南大学信息科学与工程学院副院长（1999年－2010年）、院长（2010年－2014年），2014年调至中国地质大学（武汉）自动化学院工作，担任院长（2014年－2020年）。2018年当选IEEE Fellow。2019年当选中国自动化学会会士。

## 荣誉
- “湖北省百名专利发明领军人才”荣誉称号（2022年）[4]